# Campobello di Licata
Campobello di Licata är en ort och kommun i kommunala konsortiet Agrigento, innan 2015 provinsen Agrigento, i regionen Sicilien i sydvästra Italien. Kommunen hade 9 860 invånare (2017).